# Andreas Katz (Politiker)
Andreas Katz (* 1954 in Lübeck) ist ein deutscher Politiker der Grünen. Er war von 2012 bis 2016 einer der beiden Vorsitzenden des Landesverbandes Mecklenburg-Vorpommern.

## Politik
Andreas Katz trat 1989 in München den Grünen bei. Nachdem er 1991 nach Mecklenburg-Vorpommern gezogen war, wurde er 1992 Mitglied im Kreisvorstand Schwerin und ab 1994 im Kreisvorstand Landkreis Parchim. 1992 bis 1994 und wieder seit 2006 gehörte er dem Landesvorstand und 1999 bis 2000 dem Parteirat an, der den Bundesvorstand der Grünen berät. Nachdem Jürgen Suhr und Silke Gajek nach ihrem Einzug in den Schweriner Landtag nach der Landtagswahl 2011 ihre Ämter als Landesvorsitzende abgegeben hatten, wurden er und Kerstin Felgner als Nachfolger gewählt. Von Oktober 2012 bis Oktober 2016 teilte er sich den Landesvorsitz mit Claudia Müller.
Die Schwerpunkte von Andreas Katz sind Bildungs- und Kulturpolitik sowie die Auseinandersetzung mit dem Rechtsextremismus.

## Ausbildung, Beruf und Privates
Andreas Katz studierte Pädagogik und Psychologie und absolvierte eine Zusatzausbildung in Informatik und Organisation. Er ist bzw. war tätig als Fachberater und Projektleiter in den Bereichen Erwachsenenbildung sowie als Berater und Projektleiter bei Softwareprojekten für die öffentliche Verwaltung. Er lebt seit 1991 in Crivitz (Kreis Parchim). Katz ist verheiratet mit der Kreistagsabgeordneten Ulrike Seemann-Katz, die bei den Landtagswahlen  in Mecklenburg-Vorpommern 2002 und 2006 Spitzenkandidaten von Bündnis 90/Die Grünen war, und hat drei Kinder.